# John Simpson (pittore)
John Philip Simpson (Londra, 1782 – 1847) è stato un pittore britannico noto per i suoi ritratti.

## Biografia
Simpson nacque a Londra nel 1782. Fu studente presso Royal Academy e per alcuni anni assistente di Sir Thomas Lawrence (President of the Royal Academy/PRA). Ottenne un certo successo come ritrattista e alla fine uno studio molto ampio. Dal 1807 alla sua morte, espose frequentemente sia alla Royal Academy sia presenziando ad altre mostre per le sue opere. Nel 1834 ricevette l'incarico di recarsi in Portogallo, per dipingere ritratti principalmente della famiglia reale a Lisbona, dove venne nominato anche «Pittore della Regina» portoghese: Maria II.